# Абрамов, Монаше Мишаилович
Монаше Мишаилович Абрамов (20 декабря 1926, Самарканд — 13 октября 1998, Самарканд, Узбекистан) — советский и узбекистанский востоковед, историк. Профессор, доктор исторических наук.

## Биография
М. М. Абрамов родился 20 декабря 1926 года в Самарканде, в семье служащего. М. Абрамов принадлежал к бухарско-еврейской семье Абрамовых.
В июле 1949 году принят на работу в учительский и педагогический институт имени М. Горького в Самарканде; работал в должности и. о. доцента Узбекского Государственного университета.
Под руководством проф. И. И. Умнякова М. Абрамов в 1958 году защитил кандидатскую диссертацию на тему: «Деятельность союза „Кошчи“ в Самаркандской области (1919—1927 гг.)». С 1960 по 1982 годы М. М. Абрамов работал в должности заместителя декана исторического факультета. С 1982 по 1998 года М. Абрамов возглавлял кафедру истории народов Узбекистана.
В 1989 году он защитил диссертацию на соискание ученой степени доктора исторических наук.
Научно-исследовательская деятельность М. М. Абрамова была направлена на изучение истории Самарканда и истории бухарских евреев.
Указами первого Президента Узбекистана И.Каримова М. М. Абрамов был награжден медалью «Шухрат» (1994) и орденом Дустлик (Дружба).
М. М. Абрамов скончался 13 октября 1998 года в Самарканде.

## Труды
- Абрамов М. М. Социально-экономическая и культурная жизнь Самарканда XVI — первой половине XIX в.: Автореф. дисс. …док. ист. наук. — Ташкент, 1989
- Абрамов М. М., Гузары Самарканда. Ташкент: Узбекистан, 1989